# Titus Siccius
Titus Siccius (Sabinus?) (* um 520 v. Chr.; † nach 480 v. Chr.) war ein römischer Politiker im 5. Jahrhundert v. Chr.
Siccius gehörte einem patrizischen Geschlecht an; sein Gentilname wurde infolge von Verwechslungen meist unter dem Namen Sicinius überliefert. Im Jahr 487 v. Chr. bekleidete er zusammen mit Gaius Aquilius das Konsulat und kämpfte während seiner Amtszeit gegen die Volsker. Er wird um 480 v. Chr. ein weiteres Mal in den Kämpfen gegen die Veienter erwähnt, darüber hinaus ist nichts weiteres über ihn bekannt.